# Zygodon wightii
Zygodon wightii är en bladmossart som beskrevs av Hugh Neville Dixon och Nicolajs Malta 1938. Zygodon wightii ingår i släktet ärgmossor, och familjen Orthotrichaceae. Inga underarter finns listade i Catalogue of Life.